# Végeredmény (film)
A Végeredmény (eredeti cím: Final Score) 2018-as brit-amerikai akció-thriller, melyet Scott Mann rendezett, valamint David T. Lynch és Keith Lynch írt. A főszerepet Dave Bautista (aki korábban Mann-el dolgozott együtt A 657-es járat című filmben), Ray Stevenson és Pierce Brosnan alakítja.
A Sky Cinema 2018. júniusában adata ki a film első előzetesét, majd bejelentette, hogy a film 2018. szeptember 7-én kerül bemutatásra az Egyesült Királyságban és Írországban.
A film általánosságban pozitív véleményeket kapott a kritikusoktól. A Metacritic oldalán a film értékelése 53% a 100-ból, ami 8 véleményen alapul. A Rotten Tomatoeson a Végeredmény 72%-os minősítést kapott, 29 értékelés alapján.

## Cselekmény
Miután egy futballmérkőzésen halálos terroristák rabolják el unokahúgát, egy halálos harci képességekkel rendelkező ex-katona egyszemélyes háborút indít a lány megmentéséért és a tömegpusztítás megakadályozásáért.

## Szereplők
| Szereplő           | Színész        | Magyar hang       |
| ------------------ | -------------- | ----------------- |
| Michael Knox       | Dave Bautista  | Varga Rókus       |
| Dimitri Belav      | Pierce Brosnan | Kautzky Armand    |
| Arkady Belav       | Ray Stevenson  | Schneider Zoltán  |
| Tatiana            | Alexandra Dinu | Pap Katalin       |
| Vlad Ivanov        | Martyn Ford    | N/A               |
| Danni              | Lara Peake     | Pekár Adrienn     |
| Faisal Khan        | Amit Shah      | Rada Bálint       |
| Rachel             | Lucy Gaskell   | Sipos Eszter Anna |
| Steed főparancsnok | Ralph Brown    | Rosta Sándor      |
| Cho ügynök         | Julian Cheung  | Szokol Péter      |
| Reynolds százados  | Aaron McCusker | Zámbori Soma      |
| Thompson felügyelő | Bill Fellows   | Szersén Gyula     |